# المطبعة المارونية (حلب)
المَطبعةُ المَارُونيّة والتي كانت في السّابق كنيسة مار إلياس، هيَ كنيسة مارونية قديمة تقع في حي الجديدة في مدينة حلب السّورية، في منطقة تتقاطع فيها كنائس المدينة على شكل صليب تُعرف بـ الصليبة، وتحوّلت الكنيسة فيما بعد إلى مطبعة مختصّة بالكتب الدينية والأدبية، لتغدو أول مطبعة ورقيّة في حلب، وذلكَ بعد تدشين كاتدرائية مار إلياس كمقرّ أسقفي للطائفة المارونية في المدينة.

## تاريخ الكنيسة
يعود الوجود الماروني في حلب إلى القرن الخامس عشر، حيث ذكر الرحالة الإيطالي ديلا فالي أنّ كنيسة الموارنة المكرّسة على اسم القديس إلياس كانت أصغر كنيسة في مجمّع من خمس كنائس أُخرى بُنيت خارج سور حلب القديمة في حي الجديدة. كانت الكنيسة أولى الكنائس الكاثوليكية في المدينة، واستخدمها جميع السكان الكاثوليك على اختلاف طقوسهم، كما استُخدمت من قبل الرهبان اليسوعيين والفرنسيسكان. وُسّعت الكنيسة عام 1671 برعاية السفير الفرنسي في القسطنطينية التي كانت تتبع الدولة العثمانية. وبعد إنشاء كاتدرائية القديس إلياس الحديثة كامتداد تاريخي للكنيسة القديمة، قام يوسف مطر وهو من أساقفة الموارنة في حلب بإنشاء مطبعة دائمة في المدينة رقام بتركيبها داخل الكنيسة القديمة عام 1857.

## المطبعة
بعد تركيبها في الكنيسة القديمة عام 1857، استقدم أسقف حلب الماروني أحد اللبنانيين ليتولّى إدارتها وتنظيمها، واختصّت في البداية بطباعة الكتب الدّينيّة وكُتُب الصّلوات، ثمّ تطوّرت لتطبع الكتب الأدبية والمدرسيّة ودواوين الشعر والتقاويم. كانت المطبعة تعتمد على مسبك مطبعة الجامعة الأمريكية في بيروت حتى العام 1925، حينما أُنشئَ مسبكٌ خاصٌّ لها، وقامت بتصدير الكتب والمنشورات إلى عموم بلاد الشام. بدأت الطابعة في القرن العشرين بطباعة العديد من الصُّحُف والمجلّات الحلبيّة، بالإضافة لطباعة كتب متنوعة عن تاريخ المدينة باللغات الأجنبية.